# Orghana Qatun
Orghana Qatun (mongol cyrillique : Ургана хатан, Urgana khatan), également connue sous les noms de Orghina, Orqina ou Ergene, décédée en 1281, est la quatrième souveraine (khatoun) mongole de la dynastie des Djaghataïdes d'Asie centrale, elle règne de 1252 à 1261. Elle succède à Yisu Mengü, fils de Djaghataï et son oncle par alliance.
Veuve de Qara Hülegü, le deuxième khan de la dynastie (leur fils Mubarak Shah, converti à l'islam, fut l'éphémère sixième khan en 1266), elle se remaria avec Alghu, son cousin par alliance, qui lui succéda.

## Biographie
Orghana, également orthographiée Orghina, Orqina ou Ergene, est membre de la tribu des Oirats. Elle épouse Qara Hülegü, le fils de Djaghataï Khan, le deuxième fils de Gengis Khan. Ce mariage fait partie d'une alliance plus large entre la tribu des Oirats et les Chinggisides. Ses connexions familiales incluent ses sœurs qui épousent des leaders mongols influents, l'intégrant ainsi profondément dans le tissu politique de l'empire. Les interconnexions familiales d'Orghana jouent un rôle crucial dans l'élévation de sa position parmi les Mongols d'Asie centrale. Elle devient, par exemple, la nièce du futur Grand Khan Möngke lorsque ce dernier épouse sa tante, Oghul Qaimish.
Lorsque la famille de Tolui renverse les Ögedeï, Qara Hulegu soutient le Khan Mongke en 1251. Ce dernier le nomme khan du Khanat de Djaghataï, cependant Qara Hulegu meurt en chemin et Mongke autorise sa veuve, Orghana, à devenir régente.
L'influence d'Orghana croît considérablement après la mort de son mari, Qara Hülegü en 1252. Elle sert de régente pour son jeune fils, Mubarak Shah, lorsqu'il devient le Khan du Khanat de Djaghataï. Sa régence est marquée par sa gestion habile des alliances politiques et des confrontations. Elle maintient des liens étroits avec la branche Toluide de la famille Chinggiside, ce qui l'aide à naviguer dans les luttes de pouvoir complexes au sein de l'Empire mongol. En tant que régente, elle favorise le développement économique et le maintien de l'ordre.
Il y a eu des spéculations concernant les croyances religieuses d'Orghana. Bien que certains chercheurs suggèrent qu'elle pourrait avoir été musulmane, il n'y a pas de preuve définitive de sa foi. Cependant, son fils Mubarak Shah est parmi les premiers dirigeants mongols à se convertir à l'islam, indiquant sa disposition favorable envers les musulmans. Ce penchant pour l'islam et la conversion de son fils n'impliquent pas nécessairement qu'Orghana elle-même ait embrassé cette foi. Cependant, son règne est caractérisé par une tolérance religieuse notable et une générosité envers les musulmans.
Elle meurt en 1281.

## Postérité
La postérité d'Orghana Qatun est lié à son rôle dans le soutien et le maintien du Khanat de Djaghataï pendant une période turbulente. Son acuité politique et ses stratégies familiales assurent que sa lignée reste influente dans la politique mongole. Elle est rappelée comme une figure féminine puissante qui navigue à travers les structures patriarcales de son temps pour sécuriser la position de sa famille dans l'Empire mongol.
La vie d'Orghana Qatun reflète les tendances plus larges des femmes royales mongoles qui jouent des rôles cruciaux dans la diplomatie, la gouvernance et la consolidation du pouvoir par des mariages stratégiques et des alliances.